# منذر رجا
منذر يوسف رجا (22 فبراير 1993- )، لاعب كرة قدم أردني ؛ يلعب مع نادي شباب العقبة في الأردن منذ 19 ديسيمبر 2017.